# Carlos Chagas (Minas Gerais)
Carlos Chagas – miasto i gmina w Brazylii, w stanie Minas Gerais. Znajduje się w mikroregionie Nanuque.